# هاروتشيكا أوكي
هاروتشيكا أوكي (باليابانية: 青木 治親) هو متسابق دراجات نارية ياباني فاز ببطولة سباق الجائزة الكبرى للدراجات النارية. نافس في سباقات بطولة العالم لفئة 500 سي سي ولفئة 250 سي سي ولفئة 125 سي سي ولفئة 50 سي سي. كما شارك في بطولة العالم للسوبربايك.

## البطولات
- سباق الجائزة الكبرى للدراجات النارية 1995
- سباق الجائزة الكبرى للدراجات النارية 1996

## روابط خارجية
- هاروتشيكا أوكي على موقع MotoGP.com (الإنجليزية)
- هاروتشيكا أوكي على موقع WorldSBK.com (الإنجليزية)